# Lijst van voetbalinterlands Italië - Sovjet-Unie
Deze lijst van voetbalinterlands is een overzicht van alle officiële voetbalwedstrijden tussen de nationale teams van Italië en de Sovjet-Unie. De landen speelden in totaal elf keer tegen elkaar. De eerste ontmoeting, een kwalificatiewedstrijd voor het Europees kampioenschap voetbal 1964, werd gespeeld in Moskou op 13 oktober 1963. Het laatste duel, een kwalificatiewedstrijd voor het Europees kampioenschap voetbal 1992, vond plaats op 12 oktober 1991 in Moskou.

## Wedstrijden
| №  | Plaats     | Datum            | Competitie           | Wedstrijd            | Uitslag |
| -- | ---------- | ---------------- | -------------------- | -------------------- | ------- |
| 1  | Moskou     | 13 oktober 1963  | EK 1964 kwalificatie | Sovjet-Unie – Italië | 2 – 0   |
| 2  | Rome       | 10 november 1963 | EK 1964 kwalificatie | Italië – Sovjet-Unie | 1 – 1   |
| 3  | Sunderland | 16 juli 1966     | WK 1966              | Italië – Sovjet-Unie | 0 – 1   |
| 4  | Milaan     | 1 november 1966  | Vriendschappelijk    | Italië – Sovjet-Unie | 1 – 0   |
| 5  | Napels     | 5 juni 1968      | EK 1968              | Italië – Sovjet-Unie | 0 – 0   |
| 6  | Moskou     | 8 juni 1975      | Vriendschappelijk    | Sovjet-Unie – Italië | 1 – 0   |
| 7  | Napels     | 20 februari 1988 | Vriendschappelijk    | Italië – Sovjet-Unie | 4 – 1   |
| 8  | Stuttgart  | 22 juni 1988     | EK 1988              | Italië – Sovjet-Unie | 0 – 2   |
| 9  | Rome       | 3 november 1990  | EK 1992 kwalificatie | Italië – Sovjet-Unie | 0 – 0   |
| 10 | Solna      | 16 juni 1991     | Vriendschappelijk    | Italië – Sovjet-Unie | 1 – 1   |
| 11 | Moskou     | 12 oktober 1991  | EK 1992 kwalificatie | Sovjet-Unie – Italië | 0 – 0   |

## Samenvatting
| Competitie        | Totaal gespeeld | Winst Italië | Gelijk | Winst Sovjet-Unie | Doelsaldo Italië – Sovjet-Unie |
| ----------------- | --------------- | ------------ | ------ | ----------------- | ------------------------------ |
| WK-eindronde      | 1               | 0            | 0      | 1                 | 0 − 1                          |
| EK-eindronde      | 2               | 0            | 1      | 1                 | 0 − 2                          |
| EK-kwalificatie   | 4               | 0            | 3      | 1                 | 1 − 3                          |
| Vriendschappelijk | 4               | 2            | 1      | 1                 | 6 − 3                          |
| Totaal            | 11              | 2            | 5      | 4                 | 7 − 9                          |

## Details

### Achtste ontmoeting
| EK 1988 (Stuttgart, West-Duitsland, 22 juni 1988): |       |                                           |
| Italië                                             | 0 – 2 | Sovjet-Unie                               |
|                                                    | goals | 60' Gennadi Litovchenko 62' Oleg Protasov |